# الگوما (ویرجینیای غربی)
الگوما، غرب ویرجینیا (به انگلیسی: Algoma, West Virginia) یک منطقهٔ مسکونی در ایالات متحده آمریکا است که در ویرجینیای غربی واقع شده‌است.